# Welcome to the Freakshow
Welcome to the Freakshow è il quarto album in studio del gruppo hard rock statunitense Hinder, pubblicato il 4 dicembre 2012 dalla Republic Records. È l'ultimo album del gruppo pubblicato prima dell'uscita di Austin Winkler dal gruppo.

## Produzione
Il 9 agosto 2012, il gruppo annunciò sui profili Facebook e Twitter ufficiali, che il quarto album del gruppo sarebbe stato intitolato Welcome to the Freakshow. Il 30 agosto 2012 venne pubblicato il singolo "Save Me".
In un'intervista con Billboard, il frontman del gruppo Austin Winkler affermò che Welcome to the Freakshow era stato registrato durante una "molto, molto cupa baldoria di droghe" secondo lui; subito dopo il completamento dell'album, Winkler entrò in un programma di riabilitazione. Affermò, inoltre, che il gruppo aveva scritto circa trenta potenziali brani per l'album, prima di scegliere gli undici poi compresi nell'album.
L'album è stato prodotto da Cody Hanson, batterista degli Hinder, e Marshall Dutton dei Faktion e missato da James Michael dei Sixx:A.M.

## Tracce
1. Save Me – 2:46 (Cody Hanson, Austin Winkler, Brett Warren, Brad Warren)
2. Ladies Come First – 3:02 (Cody Hanson, Austin Winkler, Josh Kear, Chris Tompkins)
3. Should Have Known Better – 3:28 (Cody Hanson, Marshal Dutton, Austin Winkler, Jacob Kasher Hindlin, Jeff Halavacs)
4. Freakshow – 3:05 (Cody Hanson, Austin Winkler, Craig Wiseman)
5. Talk to Me – 3:10 (Cody Hanson, Austin Winkler, Brett Warren, Brad Warren)
6. Get Me Away from You – 3:11 (Cody Hanson, Austin Winkler, Brett Warren, Brad Warren)
7. Is It Just Me – 3:20 (Cody Hanson, Austin Winkler, Brett Warren, Brad Warren)
8. I Don't Wanna Believe – 3:31 (Cody Hanson, Austin Winkler, Richard Marx, Josh Kear)
9. See You in Hell – 3:17 (Cody Hanson, Austin Winkler, Brett Warren, Brad Warren)
10. Anyone But You – 4:11 (Cody Hanson, Austin Winkler, Brett Warren, Brad Warren)
11. Wanna Be Rich – 3:47 (Cody Hanson, Austin Winkler, Marshal Dutton)

Tracce bonus dell'edizione Best Buy
1. Get Me Away from You (Acoustic version) – 3:15
2. Ladies Come First (Alternate version) – 3:09
3. Save Me (Acoustic version) – 2:38
4. See You in Hell (Acoustic version) – 2:52
5. Talk To Me (Acoustic version) – 3:13

## Formazione
- Austin Winkler - voce
- Joe Garvey - chitarra solista
- Mark King - chitarra ritmica
- Mike Rodden - basso
- Cody Hanson - batteria

## Classifiche
| Classifica                   | Posizione massima |
| ---------------------------- | ----------------- |
| Billboard Alternative Albums | 8                 |
| Billboard Hard Rock Albums   | 3                 |
| Billboard Top Rock Albums    | 14                |